# Harrisia bonplandii
Harrisia bonplandii és una espècie fanerògama que pertany a la família de les cactàcies.

## Descripció
Harrisia bonplandii creix estenent-se com una planta trepadora. Les tiges fan fins a 5 centímetres de diàmetre i fan fins a 2,5 metres de llarg. Tenen entre tres a quatre talls amb superfícies laterals planes. Els seves vores són afilades i ondulades. L'única espina central forta fa fins a 2,5 centímetres de llarg. Les quatre o cinc espines marginals poden fer entre 4 a 5 mil·límetres de llarg. Les flors poden arribar una longitud de 20 a 25 centímetres. El seu pericarpeli i el tub de les flors no estan involucrats, però estan cobertes per grans escames. Els fruits són esfèrics i vermells i estan fortament encorbats i són comestibles. Fan entre 4 a 4,5 centímetres de diàmetre.

## Distribució
Harrisia bonplandii creix al sud-oest del Brasil, al Paraguai, Bolívia i el nord-est de l'Argentina a la vegetació del Chaco.

## Taxonomia
Harrisia bonplandii va ser descrita per Nathaniel Lord Britton i Joseph Nelson Rose i publicat a The Cactaceae; descriptions and illustrations of plants of the cactus family 2: 157–158, f. 227, t. 24, f. 2. 1920. (9 Sep 1920).
Etimologia
Harrisia: nom genèric que va ser anomenat en honor del botànic irlandès William Harris, qui va ser Superintendent de jardins públics i plantacions de Jamaica.
bonplandii: epítet que fa honor al naturalista francès Aimé Bonpland.
Sinonímia
- Cereus bonplandii Parm. ex-Pfeiff. (1837) (basiònim)
- Eriocereus bonplandii (J.Parm. & Pfeiff.) Riccob. (1909)
- Harrisia pomanensis subsp. bonplandii (J.Parm. & Pfeiff.) P.J.Braun & Esteves (1994, nom incorrecte de l'Article 11.4 de l'ICBN).